# مشاري العازمي
مشاري سعود العازمي، لاعب كرة قدم كويتي.
 
وهو يلعب مع نادي كاظمة مع الفريق الأول منذ موسم 2005/2006،لاعب وسط ميدان وفي 13 يوليو 2009 وافق نادي كاظمة على إعارة اللاعب إلى نادي السالمية لمدة موسم واحد حقق مع الفريق الأول بطولة واحده وهي كاس الأمير موسم2011/2010 وفي موسم2012/2011 حل وصيفآ لكل من البطولات التالية, كاس الاتحاد، كاس صاحب سمو البلاد، كاس السوبرلاعب صاحب رجل يمنى قوية ويمتاز بتمرير الكرات الطويلة والقصيرة والبينيات.